# De kinderen van de wind
De kinderen van de wind is een Franse historische stripreeks, geschreven en getekend door François Bourgeon. De reeks bestaat uit 9 albums en is van 1981 tot 2023 gepubliceerd door verschillende uitgevers. De serie geldt als een van de meest invloedrijke stripseries van de jaren 80.

## Inhoud
De verhalen spelen zich af in de tweede helft van de achttiende eeuw, nog voor de Franse Revolutie is begonnen. De hoofdpersoon in de serie is Isa de Marnaye, een jonge vrouw, wier identiteit gestolen werd. Zij komt als bediende van een adellijke vrouw op een schip terecht van de koninklijke vloot. Op het schip werkt Marine Hoel, een bootsman die haar leven redt en waarmee zij een relatie krijgt. In het tweede deel zit Hoel gevangen in een sinistere Engels ponton. Geholpen door haar Engelse vriendin Mary, slaagt Isa erin om hem te bevrijden. Ze vluchten naar Frankrijk en komen op het slavenschip de Marie-Caroline terecht. Isa, Mary en Hoel reizen af naar Afrika. Het derde en vierde deel speelt zich af in Dahomey (het huidige Benin), een koninkrijk aan de Afrikaanse Slavenkust. In deel vijf vertrekt de Marie-Caroline naar het eiland Santo Domingo met aan boord de 'ebony' (slaven). Tijdens de overtocht komen de slaven in opstand.
Na een onderbreking van 25 jaar verscheen er weer twee delen, die samen een tweeluik vormen. Het verhaal speelt zich af in de Amerikaanse burgeroorlog en draait om Zabo, een achterkleindochter van Isa. Deze twee ontmoeten elkaar, waarbij door flashbacks de avonturen worden verteld van Isa na de eerste reeks.
Met het bloed van de kersentijd uit 2019 startte een derde cyclus verhalen. Opnieuw staat Zabo, de achterkleindochter van Isa centraal en het speelt zich af twintig jaar na de tweede cyclus. Zabo die zich nu Clara noemt heeft Louisiana verlaten en is naar Frankrijk vertrokken en ontfermt zich over het Bretonse meisje Klervi. Onder meer de nasleep van de Parijse commune van 1871 komt daarbij aan bod. 

## Albums
| Nummer | Titel                                 | Verschenen | Uitgeverij |
| ------ | ------------------------------------- | ---------- | ---------- |
| 1      | Het meisje in het want                | 1981       | Oberon     |
| 2      | Het gevangenisschip                   | 1981       | Oberon     |
| 3      | Handelspost Juda                      | 1981       | Oberon     |
| 4      | Het uur van de slang                  | 1982       | Oberon     |
| 5      | Het ebbehout                          | 1984       | Oberon     |
| 6      | Het kleine meisje Bois-Caïman: boek 1 | 2009       | 12 bis     |
| 7      | Het kleine meisje Bois-Caïman: boek 2 | 2010       | 12 bis     |
| 8      | Het bloed van de kersentijd: boek 1   | 2019       | Daedalus   |
| 9      | Het bloed van de kersentijd: boek 2   | 2023       | Daedalus   |